# روي جينينغز
روي جينينغز (بالإنجليزية: Roy Jennings)‏ (31 ديسمبر 1931 في المملكة المتحدة - 21 أكتوبر 2016 في المملكة المتحدة) هو لاعب كرة قدم بريطاني في مركز الدفاع. لعب مع نادي كرولي تاون.

## وصلات خارجية
- روي جينينغز على موقع قاعدة بيانات كرة القدم.إي يو (الإنجليزية)